# 婴带菊属
婴带菊属（学名：Struchium）为菊科的一个属。

## 下属物种
本属包括以下物种：
- Struchium sparganophorum (L.) Kuntze

归入本属的物种：
- Sparganophorus vaillantii Gaertn., 1792